# 총 등록 톤수
총 등록 톤수( GRT, grt, grt, gt )는 선박의 총적재량이다. 총 톤수 (GT)로 대체된 총 등록 톤수는 선박의 총 영구 밀폐 용량을 부피 기준으로 사용한다. 일반적으로 이는 선착장 요금, 운하 운송 요금 및 전체 선박의 크기에 따라 요금을 부과하는게 적절한 유사한 목적으로 사용된다. 국제적으로 GRT는 독일어 " Bruttoregistertonne "의 약어 BRT로 표기될 수 있다.